# Smoljana
Smoljana (szerbül: Смољана) szerb falu Bosznia-Hercegovinában, a Bosznia-hercegovinai Föderáció Una-Szanai kantonjában, Bosanski Petrovac községben. 

## Fekvése
Bosznia-Hercegovina nyugati részén, Bihácstól légvonalban 50, közúton 63 km-re délkeletre, Bosanski Petrovactól légvonalban 7, közúton 8 km-re északkeletre, a Grmeč-hegység szívében található. A falu a Grmeč lejtői mentén és a Smoljansko polje szélén terül el. Erdő veszi körül, így az itteni emberek élete mindig ehhez kötődött. A Smoljana-patak, mely a Mlinska greda alól ered, egy víznyelőben bukik a föld alá.

## Népessége
| Nemzetiségi csoport | Népesség 1991 | Népesség 2013 |
| ------------------- | ------------- | ------------- |
| Szerb               | 494           | 149           |
| Bosnyák             | 0             | 0             |
| Horvát              | 1             | 0             |
| Jugoszláv           | 0             | 0             |
| Egyéb               | 2             | 2             |
| Összesen            | 497           | 151           |

## Története
A környező településekhez hasonlóan Smoljanában is találhatók ókori erődítmények maradványai. Itt találtak egy olyan feliratot, amely egy Aurelius nemzetségnevű család itteni létezéséről árulkodik, és amelynek birtoka volt a mai Smoljana falu területén. A falu neve egyébként egy másik érdekességet is elárul, nevezetesen, hogy a szlávok bevándorlása idején a szláv nép egyik, smoljaninak nevezett törzse lakta. Ez a szláv nemzetség a mai Kelet-Németország területéről költözött a Balkánra, és az elbai szlávok (polapski sloveni) közé tartozott, leszármazottai pedig elnémetesedtek. A smoljani törzs legnagyobb része a mai Bulgária területén található Pirin Macedóniában telepedett le, kisebb részeik pedig minden bizonnyal a közbenső útállomásokon, így Petrovac térségében is letelepedtek. Ez egyúttal azt is bizonyítja, hogy a 6. század végén és a 7. század elején a szlávok nemcsak összefüggő népként, hanem néprészenként is vándoroltak be a ma általuk lakott balkáni területekre.
1941-ben a település a Független Horvát Állam része lett. Ezt követően indult meg a boszniai szerbek felkelése a horvát uralom ellen. Ennek keretében Smoljanában partizán különítmény alakult, mely azt a feladatot kapta, hogy megvédje a falut az usztasa betörésektől. A felkelés kezdetén kevés volt a fegyverrel rendelkező harcos, de számuk napról napra nőtt. A különítményt három csoportra osztották, amelyek lezárták az usztasa lehetséges behatolási útvonalait. Petrovac felől az usztasák két alkalommal próbálkoztak a falu felégetésével, de mindkétszer visszaverték őket. Látva az ellenállás sikerét az emberek a környező falvakból is ide menekültek.

## Gazdaság
A smoljani helyi közösség szervezésében itt tartják a hagyományos „Dani base i krompira” nevű rendezvényt, amelyen a helyiek bemutatják saját készítésű termékeiket.

## Nevezetességei
A régészeti leletek szerint a falu területe az ókorban sűrűn lakott volt. Területén több ókori erődített település és erődítmény is állt az itt élt lakosságra utaló egyértelmű leletekkel.
- Grad Risovača -  2. – 4. századi római erőd maradványai a Latinski-hegyen a Hrsovac forrása közelében.[6]

- Gradina 1 lelőhely – ókori erődített település maradványa a hegy legmagasabb gerincén. A lelőhely háromszög alaprajzú, 80x25 méteres területű, erős falakkal védett terület. A leletek főként vaskori cseréptöredékek és háztartási hulladék.[6]

- Gradina 2 lelőhely – egy másik történelem előtti és római kori erőd maradványai, melyek 80x80 méteres területet ölelnek fel. A területet patkó alakban védőfalak övezik, míg a déli oldalon természet adta védelmet élvezett. A leletek között főként cseréptöredékeket, háztartási hulladékot, állatcsontokat találtak. A falakat egy kisebb torony is erősítette. Az erőd a késő bronzkorban, a vaskorban és a római korban is használatban volt.[6]

- Gradina Kecmani – ókori, 30x50 méteres alapterületű erőd, melyet karsztmélyedések és védőfalak védtek. Az itt talált leletek főként vaskori cseréptöredékek voltak.[6]

- Gradina Mrde – ókori erődített településmaradványa, mely 55x70 méteres területen feküdt. A bronzkorban és a vaskorban volt használatban, leletei is ebből a korból származó cseréptöredékek és háztartási hulladék voltak.[6]

- Gradina Omanovac – a Smoljanai-mezőn fekvő erődített település maradványa 60x66 méteres alapterületen, patkó alakban sáncokkal övezve. Leletei főként vaskori kerámiák voltak.[6]

- Smoljana 1 lelőhely – ókori maradványok. Legjelentősebb lelete egy vaskori öv öntött veretei. Korát az i. e. 7. és 8. századra teszik.[6]

- Smoljana 2 lelőhely – kora vaskori temető. Főbb leletei borostyánból készült ékszerek, bronz gyűrűk és vaskori kerámiatöredékek.[6]

- Smoljana 3 lelőhely – feliratos római kori sírkő, valószínűleg egy mauzóleum maradványa a 3. és 4. századból.[6]

## Fordítás
- Ez a szócikk részben vagy egészben  a   Smoljana című bosnyák Wikipédia-szócikk ezen változatának fordításán alapul.  Az eredeti cikk szerkesztőit annak laptörténete sorolja fel. Ez a jelzés csupán a megfogalmazás eredetét és a szerzői jogokat jelzi, nem szolgál a cikkben szereplő információk forrásmegjelöléseként.